# Clematis queenslandica
Clematis queenslandica är en ranunkelväxtart som beskrevs av Wen Tsai Wang. Clematis queenslandica ingår i släktet klematisar, och familjen ranunkelväxter. Inga underarter finns listade i Catalogue of Life.